# Assassin’s Creed Odyssey
Assassin’s Creed Odyssey (с англ. — «Кредо ассасина: Одиссея», в русской локализации — Assassin’s Creed: Одиссея) — компьютерная игра в жанре Action/RPG, разработанная студией Ubisoft Quebec и изданная компанией Ubisoft. Является одиннадцатой игрой в серии игр Assassin’s Creed. Релиз состоялся 5 октября 2018 года на платформах Windows, PlayStation 4, Xbox One, а также Nintendo Switch (облачная версия, только в Японии).
События игры разворачиваются в эпоху Древней Греции во время Пелопоннесской войны. Assassin’s Creed Odyssey стала приквелом Assassin’s Creed Origins. Игроку предоставлены на выбор два главных героя: спартанские наёмники Алексиос и Кассандра, являющиеся потомками легендарного царя Леонида.

## Игровой процесс
В Assassin’s Creed Odyssey делается ещё больший упор на ролевую составляющую, чем в предыдущих играх серии. В игре присутствует интерактивная система диалогов, нелинейные квесты, различные концовки и возможность завести роман с персонажами любого пола, вне зависимости от пола игрока. Игрок может выбрать пол своего персонажа. В отличие от Assassin’s Creed Syndicate переключаться между персонажами нельзя, выбор делается лишь раз в начале игры. Также он носит косметический характер и никак не повлияет на сюжет или геймплей.
Главные герои — Алексиос и Кассандра, брат и сестра, являющиеся наёмниками (мистиями) и потомками спартанского царя Леонида. Они сражаются, используя клинок копья своего предка, который наделяет их в бою особыми способностями. Система развития персонажа представляет собой три древа способностей: ассасина, концентрирующегося на скрытности, воина с упором на боевые навыки и охотника, позволяющего лучше стрелять из лука. Доступны различные элементы снаряжения — нагрудники, пояса, шлемы, ботинки и наручи, которые можно комбинировать между собой и улучшать. Функцию орлиного зрения у главных героев подобно Байеку из Assassin’s Creed Origins выполняет ручной орёл Икар. Уровень врагов теперь увеличивается вместе с уровнем персонажа. Вернулась шкала известности — при совершении преступлений на глазах у других она будет расти, и игрока могут объявить в розыск.
Игровой мир состоит из 28 зон и является самым большим в серии, а также географически разнообразен — в нём присутствуют снежные горы, леса, песчаные пляжи. Значительную часть карты занимают моря. В игру вернулись морские сражения. У игрока есть возможность улучшать свой корабль, а также нанять практически любого персонажа к себе в команду. Рекруты могут давать бонусы к кораблю, вроде улучшения здоровья или повышения урона. Также появились масштабные наземные бои, включающие до трёхсот персонажей. В каждой игровой зоне имеется свой лидер, который может нападать на противника, обращаться за помощью к игроку-наёмнику или пасть от его руки.
В игре имеются новые подробности, касающиеся Первой Цивилизации. В настоящем времени Лейла Хассан находится в поисках артефактов и информации о ней. Однажды она обнаруживает потерянную книгу первого историка Геродота, содержащую сведения о спартанском наёмнике, который мог контактировать с артефактами Первой Цивилизации. Копьё Леонида, унаследованное Алексиосом или Кассандрой, является таким артефактом, а сам царь — носитель ДНК Первой Цивилизации.

## Сюжет
Во время битвы при Фермопилах царь Леонид I возглавляет спартанскую армию в битве против персов. Спартанцы побеждают, но захваченный вражеский солдат сообщает Леониду, что персидская армия обнаружила горную тропу, по которой к утру должны прибыть персы. Тем не менее, Леонид решает задержать персидское наступление.
В настоящем времени Лейла Хассан обнаруживает Копьё Леонида и вместе с Викторией Бибо извлекает из него ДНК двух человек — брата и сестры Кассандры и Алексиоса. Лейла выбирает одного из них («Мистия») и погружается в Анимус, чтобы найти местонахождение Посоха Гермеса.
Мистий — маленький спартанский ребёнок, воспитанный Николаосом и Миррин и унаследовавший Копьё Леонида от Миррин как один из потомков царя Леонида. Однажды брата и сестру приговорили сбросить с горы из-за пророчества оракула: Мистий был сброшен самим Николаосом. Однако он пережил падение и бежал на остров Кефалиния, где рос и выполнял различные поручения до начала Пелопоннесской войны.
К Мистию приходит богатый человек по имени Элпенор, который нанимает его, чтобы убить «Волка Спарты». Позже Мистий обнаруживает, что Волк — это сам Николаос, и противостоит ему. Николаос признаёт, что сожалеет о том, что сделал, но сделал это во благо Спарты. У Мистия есть выбор — казнить или пощадить Николаоса. Он узнаёт, что Николаос на самом деле — их отчим и что Миррин находится в опасности. Затем Мистий возвращается к Элпенору и требует у него рассказать правду. Элпенор рассказывает, что знал, что Николаос был их отчимом, и хотел, чтобы он умер, чтобы война продолжалась. Он предлагает убить Миррин, но Мистий отказывается, и Элпенор сбегает. Тогда Мистий едет в Дельфы, чтобы узнать у Оракула местонахождение Миррин, где они встречают Геродота, который узнаёт Копьё Леонида. При встрече с Оракулом Мистия предупреждают о культе Космоса, который стремится убить их и их семьи. Мистий проникает в культ, убивает Элпенора и, используя его одеяния, проникает на собрание культистов. Он обнаруживает, что Культ Космоса планирует воспользоваться начавшейся войной, чтобы захватить контроль над всей Грецией, и что их лидер Деймос на самом деле — родной брат или сестра (зависит от выбора в начале) Мистия, служащий культу после промывки разума.
Мистий продолжает своё путешествие по всей Греции, очищая от коррупции как Спарту, так и Афины, и оказывая поддержку таким влиятельным греческим личностям, как Перикл и Аспазия. Он не может остановить убийство Перикла от рук Деймоса, но может воссоединиться с Миррин и найти своего истинного отца, Пифагора. Миррин и Пифагор объясняют, что они задумали рождение Алексиоса и Кассандры, чтобы сохранить родословную царя Леонида, так как он и его потомки имеют особую связь с артефактами Предтеч — такими, как Копьё Леонида. Пифагор поручает Мистию найти несколько артефактов-прекурсоров, необходимых для того, чтобы навсегда запечатать скрытый город-прекурсор Атлантиду, чтобы его знания не могли быть использованы врагами вроде Культа Космоса. После этого Мистию удаётся отомстить за смерть Перикла, убив его политического конкурента Клеона. В зависимости от действий Мистия, он может убедить Деймоса отказаться от служению культу и восстановить свою семью с Николаосом, Мирриной, их родным братом и их новым сводным братом Стентором, счастливо живущими вместе в своём старом семейном доме.
Поскольку война предотвращена, а Культ практически уничтожен, Мистий направляется к секретному месту встречи Культа под Храмом Дельфы, чтобы уничтожить пирамиду Предтеч, которую Культ использовал для влияния на греческую политику. Прикоснувшись к нему, Мистий получает видения будущих конфликтов, которые должны произойти после разрушения пирамиды. Затем прибывает Аспазия, и становится понятно, что именно она была первоначальным лидером Культа Космоса, но не согласилась с его действиями, поскольку его члены стали более коррумпированными, и она благодарит Мистия за уничтожение Культа. У Мистия есть возможность убить или пощадить Аспазию, но в любом случае он разрывает с ней связь. Наконец, Мистий после победы над различными олимпийскими противниками, основанными на монстрах из греческой легенды (Минотавр, Циклоп, Медуза и Сфинкс), собирает все артефакты, необходимые для запечатывания Атлантиды, и активирует запись Предтечи Алетии, которая предупреждает Мистия и Лейлу, что знания и технологии Предтеч не предназначены для людей и должны быть уничтожены, чтобы люди могли достичь своего истинного потенциала. Пифагор неохотно передаёт Посох Гермеса Мистию, умирая при этом. Затем Мистий продолжает свои приключения.
В настоящем времени Лейла Хассан использует данные Анимуса, чтобы найти Атлантиду и активировать её. Когда Ассасины анализируют собранные данные, Лейла с удивлением обнаруживает Мистия, который дожил до наших дней благодаря Посоху Гермеса. Мистий предупреждает Лейлу, что миру нужен баланс между порядком и хаосом — Орденом Тамплиеров и Ассасинами, соответственно — и любая из сторон, преобладающая над другой, приведёт к гибели мира. Мистий также объясняет, что Лейла является пророком, который приведёт баланс в порядок и хаос, и отдаёт ей Посох Гермеса, умирая при этом. Лейла, однако, заявляет что в жизни Мистия так много ещё неизведанного, и возвращается в Анимус.
По ходу игры у главных героев есть возможность встретить таких известных исторических личностей, как Геродот, Перикл, Аспасия, Сократ, Алкивиад, Софокл, Платон, Пифия, Гиппократ, Эврипид, Демокрит, Пифагор, Эмпедокл и других.

## Разработка
Официальный анонс игры в виде тизера состоялся 1 июня 2018 года через несколько часов после того, как информация о её разработке просочилась в сеть. Игра была традиционно представлена разработчиками на выставке Е3 2018. На пресс-конференции были показаны полноценный трейлер и геймплей игры. За день до презентации произошла утечка скриншотов, демонстрирующих игровой мир, одного из протагонистов, наличие диалогового окна, элементы пользовательского интерфейса и прочее.
В рамках концепции игры-сервиса разработка платных и бесплатных дополнений продолжалась на протяжении года, вплоть до сентября 2019 года.

## Оценки и отзывы
| Сводный рейтинг       | Сводный рейтинг                                 |
| Агрегатор             | Оценка                                          |
| --------------------- | ----------------------------------------------- |
| GameRankings          | - (PC) 86,25 % - (PS4) 83,65 % - (XONE) 87,83 % |
| Metacritic            | (PC) 86/100 (PS4) 83/100 (XONE) 87/100          |
| Иноязычные издания    |                                                 |
| Издание               | Оценка                                          |
| EGM                   | 8,5/10                                          |
| Game Informer         | 8,25/10                                         |
| GameSpot              | 8/10                                            |
| GamesRadar+           | [ 20 ]                                          |
| GameStar              | 89/100                                          |
| IGN                   | 9,2/10                                          |
| PC Gamer (US)         | 90/100                                          |
| Shacknews             | 8/10                                            |
| VideoGamer            | 8/10                                            |
| The Daily Telegraph   | [ 26 ]                                          |
| Русскоязычные издания |                                                 |
| Издание               | Оценка                                          |
| 3DNews                | 9/10                                            |
| Gameplay              | [ 28 ]                                          |
| GoHa.Ru               | 8/10                                            |
| «IGN Россия»          | 8/10                                            |
| PlayGround.ru         | 8,8/10                                          |
| StopGame.ru           | Изумительно                                     |
| «Игромания»           | На любителя                                     |
| «Игры Mail.ru»        | 8/10                                            |
| «Канобу»              | 7/10                                            |
| «Мир фантастики»      | 9/10                                            |

## Дополнительный загружаемый контент
Для Assassin’s Creed Odyssey было выпущено множество бесплатного и платного дополнительного контента разного масштаба: от наборов снаряжения до крупных дополнений.

### Забытые легенды Греции
Бесплатный загружаемый контент из серии «Забытые легенды Греции» представляет собой 12 цепочек заданий, в каждой из которых есть собственный мини-сюжет. Одиннадцать из них станут доступны игроку, когда он достигнет пятого эпизода игры, однако для доступа к «Наследнице памяти» нужно завершить сюжетную линию Пифагора.
- Шоу должно продолжаться — первая история, которая стала доступна игрокам 1 ноября 2018 года.
- Божественное вмешательство — вторая история, выпущенная разработчиками 14 ноября 2018 года.
- Образ веры — третья история, опубликованная разработчиками 5 декабря 2018 года.
- Дочери Лалаи — четвёртая история, которая стала доступна игрокам 8 января 2019 года.
- Наследие поэта — пятая легенда, которую разработчики выпустили 10 января 2019 года.
- Братский соблазн — шестая легенда, выпущенная разработчиками 12 февраля 2019 года.
- Друг, ради которого стоит умереть — седьмая серия заданий, которая стала доступна игрокам 26 марта 2019 года.
- Наследница памяти — особая легенда, которая является прологом к масштабному дополнению «Судьба Атлантиды». Дополнение вышло 17 апреля 2019 года.
- Очень, очень плохой день — девятая серия заданий, выпущенная разработчиками 14 мая 2019 года.
- У каждой истории есть конец — десятая серия заданий, которая стала доступна игрокам с 25 июня 2019 года.
- Старое пламя горит ярче — одиннадцатая серия заданий, вышедшая 6 августа 2019 года.
- Испытания Сократа — последняя, двенадцатая серия заданий. Дополнение вышло 3 сентября 2019 года.

### Остальные дополнения
- «Слепой царь» — небольшое задание, которое дарили за предварительный заказ игры.
- «Season Pass» — включён в золотое и полное издания. Содержит некоторый материал:
  - «Наследие первого клинка» — дополнение, которое вышло в трёх частях с интервалом в 6 недель (начиная с 4 декабря 2018). В нём игроки увидят первого обладателя скрытого клинка и узнают, почему ассасины наносят удар из тени.
  - «Судьба Атлантиды» — дополнение, которое вышло в трёх частях с интервалом в 6 недель (начиная с 23 апреля 2019). Это дополнение расскажет о легендарном затонувшем городе.
  - «Тайны Греции» — небольшое задание, доступное только при покупке Season Pass.
  - Переиздание игр Assassin’s Creed III и Assassin’s Creed III: Liberation.
- «Deluxe Pack» — входит в издание делюкс и полное издание. Включает:
  - набор «Хронос» (5 элементов эпических доспехов, 1 эпическое оружие, 1 эпическое ездовое животное);
  - набор «Сумеречный вестник» (5 элементов редких доспехов, 1 редкое оружие);
  - морской набор «Козерог» (1 дизайн корабля, 1 тема для команды);
  - 1 временный бонус к опыту;
  - 1 временный бонус к драхмам.
- «Интерактивный тур: Древняя Греция» — бесплатное дополнение для владельцев игры. Представляет собой познавательный режим, в котором можно узнать информацию об истории, мифологии и достопримечательностях Древней Греции. Туры разделены на 5 категорий: знаменитые города, повседневная жизнь, философия, война и мифология. После прослушивания тура есть возможность проверить свои знания. Дополнение можно приобрести как отдельную игру[37].
- «Пересечение историй» — первый кроссовер в серии Assassin’s Creed. Он связывает между собой сюжет двух игр серии — Valhalla и Odyssey. Данный кроссовер добавляет новый контент как в «Вальгаллу», так и в «Одиссею». Кроссовер стал доступен 14 декабря 2021 года, с выходом обновления 1.5.6[38].